# Боерица
Боерица (болг. Боерица) — село в Болгарии. Находится в Софийской области, входит в общину Ихтиман. Население составляет 105 человек.

## Политическая ситуация
Боерица подчиняется непосредственно общине и не имеет своего кмета.
Кмет (мэр) общины Ихтиман — Маргарита Иванова Петкова (Болгарская социалистическая партия (БСП)) по результатам выборов.